# Herman de Neyt
Herman de Neyt (Antwerpen, 12 maart 1588 – Delft, 8 september 1642) was een kunstschilder en kunsthandelaar in Antwerpen ten tijde van de Spaanse Nederlanden. Als schilder leidde hij vanaf 1614 Adriaen van Utrecht op. 

## Levensloop
Herman de Neyt ging op twaalfjarige leeftijd in de leer bij Juliaan Teniers. In 1609 werd hij ingeschreven als vrij meester in het Sint-Lucasgilde. Hij woonde enige tijd in bij Abraham Grapheus, schilder en kunsthandelaar. In 1630 trouwde hij met Maria Jan Janssens van Nessen. Zij gingen wonen in het huis de Rode Schotel op de Steenhouwersvest in Antwerpen en kregen 5 kinderen. 
De Neyt reisde verschillende malen naar de Noordelijke Nederlanden. Tussen 1637 en 1640 vroeg hij driemaal een vrijgeleide aan bij de Staten-Generaal van de Republiek. Hij reisde dan naar Delft, Den Haag, Amsterdam en elders om zijn kunstwaren te verkopen.
Hij overleed op 54-jarige leeftijd in de woning van zijn zwager in de Wijnstraat, nu Wijnhaven, in Delft. Zijn ruime huis in Antwerpen was overladen met meubelen en kunstwerken. Ook in Delft, 's-Gravenhage en Amsterdam bezat hij allerlei kunstobjecten. Bij de dood van Herman de Neyt stonden er op de inventaris voor de boedelscheiding, waar zowel werken uit zijn eigen collectie als werken om te verkopen opstonden, meer dan 850 schilderijen, waaronder 15e- tot 17e-eeuwse Italiaanse meesters, vroegere werken uit de Nederlanden, en schilderijen van tijdgenoten. Herman de Neyt heeft waarschijnlijk een rol gespeeld in de verspreiding van de werken van Peter Paul Rubens. Hij was een kunsthandelaar van aanzien die in de kunstkringen hoog stond aangeschreven.